# Ванесса Розалес
Ванесса Розалес (ісп. Vanessa Rosales Altamar, нар. 22 серпня 1984, Картахена, Колумбія) — колумбійська дослідниця історії моди, феміністська блогерка та письменниця. Поширює феміністичні цінності через власний блог та Інстаграм, пишучи про творчість, дизайн, моду та стиль. Представниця інтелектуального фемінізму, авторка подкасту «Незручна жінка» (ісп. Mujer incómoda).

## Біографія
Народилась 22 серпня 1984 року в міста Картахена-де-Індіас в Колумбії.
Вивчала філософію та історію в Університеті Анд. Пізніше навчалася в магістратурі Школи дизайну Парсонз (Нью-Йорк, США). Частина її дипломної роботи була присвячена дослідженню Інстаграму та його впливу на світ моди. 
Під час навчання в Парсонз 2012 року почала вести сайт «Vanguard» про історію моди. Тоді ж працювала директором з цифрової комунікації компанії «Seven Seven», писала статті як фрілансерка для таких медіа як «The Daily Beast» та «VOGUE Latin America».
У 2014 році, невдовзі після закінчення Школи дизайну, виступала з лекцією на найбільшому колумбійському показі мод «Colombiamoda».
Продюсерка короткометражного фільму «Тест» (2018) та авторка подкасту «Mujer incómoda» (укр. незручна жінка), що виходив у 2019—2021 роках. Також співавторка та співведуча подкасту «Nación Moda» (укр. Модна нація). Колумнистка колумбійського видання «El Espectador» та авторка статей у журналі «Marie Claire»

## Видані книги
- Незручна жінка (ісп. Mujer incómoda), 2021
- Одягнена жінка (ісп. Mujeres vestidas), 2017